# Diphascon
Sous-famille
Genre
Diphascon est un genre de tardigrades de la famille des Hypsibiidae, le seul de la sous-famille des Diphasconinae.

## Liste des espèces
Selon Degma, Bertolani et Guidetti, 2017 :
- Diphascon alpinum Murray, 1906
- Diphascon australianum Pilato & Binda, 1998
- Diphascon bicorne (Mihelčič, 1971)
- Diphascon bidropion Ito, 1995
- Diphascon birklehofi Rolf Schuster, 1999
- Diphascon chilenense Plate, 1888
- Diphascon claxtonae Pilato & Binda, 1998
- Diphascon coniferens (Bartoš, 1960)
- Diphascon dastychi Pilato & Binda, 1999
- Diphascon dolomiticum Pilato & Bertolani, 2005
- Diphascon faialense Fontoura & Pilato, 2007
- Diphascon higginsi Binda, 1971
- Diphascon humicus Bertolani, Guidetti & Rebecchi, 1994
- Diphascon hydrophilum Pilato, Binda, Bertolani & Lisi, 2005
- Diphascon iharosi Vargha, 1995
- Diphascon langhovdense (Sudzuki, 1964)
- Diphascon marcuzzii (Mihelčič, 1971)
- Diphascon mariae (Mihelčič, 1951)
- Diphascon mirabilis Dastych, 1984
- Diphascon mitrense Pilato, Binda & Qualtieri, 1999
- Diphascon nelsonae Pilato, Binda, Bertolani & Lisi, 2005
- Diphascon nobilei (Binda, 1969)
- Diphascon ongulense (Morikawa, 1962)
- Diphascon opisthoglyptum Maucci, 1987
- Diphascon pingue (Marcus, 1936)
- Diphascon pinguiforme Pilato & Binda, 1997/8
- Diphascon platyungue Pilato, Binda, Bertolani & Lisi, 2005
- Diphascon polare Pilato & Binda, 1999
- Diphascon procerum Pilato, Sabella & Lisi, 2014
- Diphascon puchalskii Kaczmarek, Parnikoza, Gawlak, Esefeld, Peter, Kozeretska & Roszkowska, 2017
- Diphascon punctatum (Iharos, 1962)
- Diphascon puniceum (Jennings, 1976)
- Diphascon rivulare (Mihelčič, 1967)
- Diphascon rudnickii Kaczmarek, Parnikoza, Gawlak, Esefeld, Peter, Kozeretska & Roszkowska, 2017
- Diphascon sanae Dastych, Ryan & Watkins, 1990
- Diphascon serratum Pilato, Binda, Bertolani & Lisi, 2005
- Diphascon speciosum (Mihelčič, 1971)
- Diphascon stappersi Richters, 1911
- Diphascon tenue Thulin, 1928
- Diphascon victoriae Pilato & Binda, 1999
- Diphascon zaniewi Kaczmarek & Michalczyk, 2004
- Diphascon ziliense Lisi, Sabella & Pilato, 2014

## Systématique et taxinomie
Ce genre a été révisé par Bertolani, Guidetti, Marchioro, Altiero, Rebecchi et Cesari en 2014.

## Publications originales
- Plate, 1888 : Beiträge zur Naturgeschichte der Tardigraden. Zoologische Jahrbücher. Abteilung für Anatomie und Ontogenie der Tiere, vol. 3, p. 487-550 (texte intégral).
- Dastych, 1992 : Paradiphascon manningi gen. n. sp. n., a new water-bear from South Africa, with the erecting of a new subfamily Diphasconinae (Tardigrada). Mitteilungen aus dem Hamburgischen Zoologischen Museum und Institut, vol. 89, p. 125-139 (texte intégral).